# Ivanska
Ivanska ist eine Gemeinde in der Gespanschaft Bjelovar-Bilogora in Kroatien.

## Ortschaften und Einwohner
Die Gesamtgemeinde Ivanska hatte laut der Volkszählung 2011, 2911 Einwohner verteilt auf 13 Ortschaften:
| - Babinac – 141 - Donja Petrička – 156 - Đurđic – 203 - Gornja Petrička – 104 - Ivanska – 722 - Kolarevo Selo – 159 - Križic – 198 - Paljevine – 240 - Rastovac – 43 - Samarica – 195 - Srijedska – 305 - Stara Plošćica – 258 - Utiskani – 187 |